# Julius Wallach

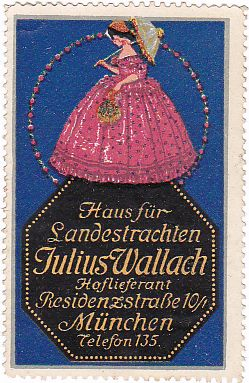
Reklamemarke Julius Wallachs, vor 1920

Julius Wallach (* 7. September 1874 in Bielefeld; † 1965 in Neubeuern am Inn) war ein deutscher Kaufmann und Textil-Einzelhändler, der das Trachtengeschäft Wallach („Julius Wallach, Haus für Landestrachten“) gründete, ein früher in München sehr bedeutsames Trachtengeschäft.

## Geschichte
Julius Wallach stammte aus einer jüdischen Kaufmannsfamilie aus Bielefeld. Er war eines von zehn Kindern des Ehepaars Julie und Heinemann Wallach. Als begeisterten Bergsteiger und Trachtenfreund zog es ihn nach München. Er gründete dort im Jahr 1900 ein Volkstrachtengeschäft im Haus Lindwurmstraße 11. Seine Brüder Moritz (1879–1963) und Max (1875–1944) folgten ihm bald und unterstützten das Unternehmen, das rasch expandierte und auch den Hof, Künstlerinnen und Künstler sowie Intellektuelle mit Volkstrachten belieferte.
Am 27. Oktober 1903 heiratete er Emma Koschland. Sie bekamen drei Kinder, die alle in München geboren wurden: Hildegard (* 6. August 1904), Helmuth (* 16. November 1907) und Gertrud (* 16. Dezember 1908).
1910 siedelte das Geschäft in größere Räume im Eckhaus Residenzstraße / Perusastraße um. Zum 100-jährigen Jubiläum des Oktoberfests im Jahr 1910 kostümierten die Wallachs unentgeltlich den historischen Landestrachtenzug. Geehrt wurde Julius Wallach dafür mit dem Titel „Königlicher bayerischer Hoflieferant“. Das Dirndlkleid, kurz vor 1900 als ursprünglich rein städtisches Modephänomen entstanden, wurde zum Massenphänomen nicht nur bei der Sommerfrische städtischer Eliten. Die Wallachs waren Mitglieder im Werkbund Wien und im Deutschen Werkbund und beschäftigten viele Kunsthandwerker. Sie ließen Stoffe in eigener Produktion färben und weben, so entwickelten sie einen eigenen, „wallachschen“ Stil. Blaudrucke und Hand-Mehrfarbdrucke des Hauses Wallach sind bis heute bei dem Unternehmen Fromholzer in Ruhmannsfelden erhältlich, mit dem Wallach lange eine Geschäftsbeziehung hatte.
1919 erwarben Moritz und Julius das ehemalige Palais Ludwigstraße 7 (alte Zählung, heute Ludwigstraße 6) und ließen es zum „Volkskunst-Haus“ umbauen. Sie wollten die umfangreiche auf Reisen erworbene Volkskunstsammlung mit Keramik-, Glas-, Metall- und Holzarbeiten, Sandsteinplastiken, Möbeln und Textilien präsentieren sowie ihre neuesten Waren ausstellen. Der Baedeker-Reiseführer empfahl den Besuch des musealen Handelshauses als neue Touristenattraktion. Der neue Verkaufszweig der Innenausstattung der Brüder Wallach erwies sich anfangs als äußerst lukrativ, jedoch machte sich die wirtschaftliche Rezession der 1920er-Jahre bemerkbar; 1926 wurde das Palais samt dem Großteil der Volkskunstsammlung versteigert. 
Julius Wallach zog sich mit seiner Familie an den Bodensee zurück und betrieb dort ein kleines Volkskunstgeschäft, bis er 1930 nach München zurückkehrte. Moritz Wallach errichtete im Eckgebäude Residenzstraße 3 / Hofgrabenstraße sein neues „Haus für Volkskunst und Landestrachten“, das 1938 zwangsweise „arisiert“ wurde.
Julius Wallach überlebte die Verfolgung durch die Nationalsozialisten und eine mehrjährige Flucht mit Stationen in Marokko, Ibiza und Rom und emigrierte mit seiner zweiten Ehefrau Johanna geborene Einstein nach Kriegsende nach New York City. Moritz Wallach und seiner Ehefrau gelang schon 1939 die Emigration in die Vereinigten Staaten. Der dritte Bruder Max Wallach und seine Frau Melly konnten nicht mehr ausreisen. Sie wurden von den Nationalsozialisten um 1941 in das KZ Theresienstadt deportiert und 1943 oder 1944 im KZ Auschwitz ermordet. Ebenso ermordet wurde Emma Wallach, von der Julius Wallach am 28. Mai 1927 geschieden worden war.
1949 erhielt die Familie Wallach ihr Geschäft in München wieder zurück. Max Sedlmayer führte das Geschäft für die Wallachs weiter. Nach dem Tod seiner Frau Johanna im Jahr 1954 kehrte Julius Wallach 1962 (als US-amerikanischer Staatsbürger) nach Bayern zurück. Julius starb 1965 in Neubeuern am Inn, wo er sich nach seiner Rückkehr niedergelassen und noch eine Chronik seiner Familie verfasst hatte.